# Thema
A themák (e. sz. thema) katonai és közigazgatási területegységek voltak a Bizánci Birodalomban, létrehozásuk Hérakleiosz császár nevéhez fűződik. Ezek szolgáltak a középkori bizánci állam fennmaradásának alapjául.

## Kialakulása
A 6. század végén és a 7. század elején a Bizánci Birodalom folyamatos támadásoknak volt kitéve. Keletről és délről az Újperzsa Birodalom fenyegette Szíriát, Egyiptomot és Anatóliát. Szlávok és avarok dúlták fel Görögországot és a Balkán-félszigetet, a longobárdok pedig ellenállás nélkül szabadon garázdálkodtak Észak-Itáliában. A birodalom nagy városaiból kiáramlott a lakosság, hogy a mezőgazdaságban keressen megélhetést. A birodalom kincstára kimerülőben volt, az idegen zsoldosokat vezető hadvezérek pedig kedvükre lázongtak a császárok ellen. Ilyen körülmények között elengedhetetlen volt, hogy mélyreható reformokat hajtsanak végre. A feladatra Hérakleiosz császár (610–641) és unokája, II. Kónsztasz (641–668) vállalkozott.
Hérakleiosz alapvető célja az volt, hogy a Római Köztársaság idejének mintájára visszaállítsa a parasztkatonaság intézményét. Ennek érdekében megkezdte a hadseregek és az egyes katonák letelepítését: földet adott nekik az örökletes katonai szolgálatért cserébe, így kevesebb zsoldot kellett fizetnie.

## Szerkezete
A thema maga az a földterület volt, amit kiadtak a katonáknak (sztratióták) művelésre. A themák katonái továbbra is egy egység tagjai maradtak, élükön egy sztratégosz látta el a polgári és katonai irányítást. A katonák nem birtokolták a nekik kiadott themákat, mivel azok továbbra is állami tulajdonban maradtak, így az állam csökkenthette a pénzbeli juttatások mértékét. A themát elfogadó katonák beleegyeztek abba, hogy utódaik is a hadseregben fognak szolgálni, ezáltal be lehetett szüntetni a népszerűtlen sorozásokat, mégis olcsón növekedett a haderő létszáma. A meghódított vagy veszélyes területek betelepítésében is jó szolgálatot tett a thema-rendszer: a katonák együtt maradtak és gyors reakcióra voltak képesek.

## Hatásai
Az új rendszer hatalmas erőtöbbletet adott a Bizánci Birodalomnak. Már Hérakleiosz döntő csapást mért a perzsákra, és visszaszerezte a Közel-Keletet. Az avar és szláv fenyegetés jelentősen csökkent, a belső lázongások is egyre ritkultak. A themákra alapozott haderő megmentette a Bizánci Birodalmat a pusztulástól és több évszázadon keresztül biztosította a fennmaradását. Azonban ennek is megvolt az ára: a társadalom általános militarizálása és a polgári kultúra visszaszorulása. Épp ezért a thema-rendszer bevezetése tekinthető a késő ókor végpontjának és a középkor kezdetének a Bizánci Birodalomban. (Nyugat-Európával ellentétben a bizánci területeken sosem alakult ki jobbágyság, helyette megmaradt a parasztkatonaság intézménye.)

## Az első themák
Hérakleiosz alapvetően négy themára osztotta a birodalmat, melyek a korábban szabadon mozgó hadseregekből jöttek létre:
- Az armeniai hadseregből megszervezett Armeniakon Északkelet-Anatóliában feküdt, körülbelül a Kaiszareia, Szinópé és Trapezunt által határolt területen.
- Az elitosztagokból kialakított Opszikion Északnyugat-Kis-Ázsiában feküdt, a Boszporusztól Szinopéig, délen pedig kb. Ankürától Abüdoszig húzódott.
- A keleti hadsereg alakulatai az Anatolikon themában kaptak földeket, amely az Opszikion és az Armeniakon déli szomszédja volt. Körülbelül Leszbosz, Khiosz és Szamosz magasságában érintkezett az Égei-tengerrel, bár csak ez utóbbi tartozott hozzá. A Földközi-tengeren csak Szeleukeia közelében volt partja.
- A Karabisziani tengerészthema (karabisz görögül hajót jelent) az Anatolikont választotta el a Földközi-tengertől.

A birodalom területi változásaival és az idő előrehaladtával ezeket a themákat felosztották, illetve újakat hoztak létre, elsősorban az eredetiek további felosztásával. A bizonytalan helyzetű Balkánon a themák bevezetésére csak később, jóval korlátozottabb mértékben történt kísérlet a tengerparti területeken.